# Trait de caractère
 (20 avril 2009).

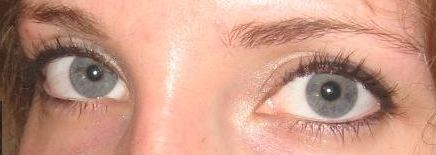
Des yeux gris.

Un trait phénotypique désigne une variation d'un caractère phénotypique (par exemple, les yeux bleus pour la couleur des yeux, ou les cheveux blonds pour la couleur des cheveux)
Un caractère phénotypique, pour un organisme vivant, est un de ses aspects anatomique, physiologique, moléculaire ou comportemental, qui peut-être analysé.
L'ensemble des traits phénotypiques d'un organisme vivant constitue son phénotype, par opposition au génotype qui décrit les informations génétiques de cet organisme, héritées de ses parents.
L'ensemble des phénotypes décrits dans un organisme donné constitue le phénome de cet organisme.